# Stosswihr
Stosswihr è un comune francese di 1 433 abitanti situato nel dipartimento dell'Alto Reno nella regione del Grand Est.

## Storia
Nel territorio comunale, in una località denominata allora Schweinsbach, alcuni monaci scozzesi, seguaci di san Gregorio Magno, fondarono, probabilmente verso il 633, uno stabilimento monastico che fu l'antesignano dell'Abbazia di San Gregorio di Munster.

## Società

### Evoluzione demografica
Abitanti censiti